# Ismael Lejarreta Arrizabalaga
Ismael Lejarreta Arrizabalaga (Berriz, 11 de juny de 1953) va ser un ciclista basc, que fou professional entre 1977 i 1985. De la seva carrera destaquen la Clàssica d'Ordizia i una etapa a la Volta a Catalunya.
El seu germà petit Marino també fou ciclista professional amb notable èxit. El seu fill Iñaki va destacar en el ciclisme de muntanya fins a la seva tràgica mort atropellat a la carretera.

## Palmarès
- 1978
  - 1r al Gran Premi de Laudio
  - Vencedor d'una etapa de la Volta a La Rioja
- 1980
  - 1r a la Clàssica d'Ordizia
- 1982
  - Vencedor d'una etapa de la Volta a Catalunya
  - Vencedor d'una etapa de la Volta a Astúries

### Resultats al Tour de França
- 1980. 24è de la classificació general
- 1981. 64è de la classificació general
- 1982. 57è de la classificació general

### Resultats a la Volta a Espanya
- 1977. 16è de la classificació general
- 1979. 21è de la classificació general
- 1981. Abandona
- 1982. 19è de la classificació general
- 1983. 30è de la classificació general

### Resultats al Giro d'Itàlia
- 1983. 28è de la classificació general